# 蒙亚塔·里维埃拉
蒙亚塔·里维埃拉（英語：Monyata Riviera，1994年5月14日—），巴巴多斯女子羽毛球運動員。

## 簡歷
2014年8月，蒙亚塔·里维埃拉出戰加勒比地區羽毛球聯合會國際賽，與塔米萨·威廉姆斯合作拿得女子雙打冠軍。

## 主要比賽成績
只列出曾進入準決賽的國際賽事成績：
| 年份   | 賽事                         | 公開賽級別 | 項目     | 拍檔              | 成績   |
| ------ | ---------------------------- | ---------- | -------- | ----------------- | ------ |
| 2013年 | 加勒比地區羽毛球聯合會國際賽 | 未來系列賽 | 女子雙打 | 塔米萨·威廉姆斯   | 準決賽 |
| 2014年 | 加勒比地區羽毛球聯合會國際賽 | 未來系列賽 | 女子雙打 | 塔米萨·威廉姆斯   | 冠軍   |
| 2015年 | 加勒比地區羽毛球聯合會國際賽 | 未來系列賽 | 女子雙打 | 塔米萨·威廉姆斯   | 準決賽 |
| 2016年 | 加勒比地區羽毛球聯合會國際賽 | 未來系列賽 | 女子單打 | －                | 準決賽 |
| 2016年 | 加勒比地區羽毛球聯合會國際賽 | 未來系列賽 | 女子雙打 | 塔米萨·威廉姆斯   | 準決賽 |
| 2017年 | 加勒比地區羽毛球聯合會公開賽 | 國際系列賽 | 女子雙打 | 塔米萨·威廉姆斯   | 準決賽 |
| 2017年 | 蘇利南羽毛球國際賽           | 國際系列賽 | 女子雙打 | 塔米萨·威廉姆斯   | 冠軍   |
| 2018年 | 蘇利南羽毛球國際賽           | 國際系列賽 | 女子雙打 | 塔米萨·威廉姆斯   | 準決賽 |
| 2018年 | 蘇利南羽毛球國際賽           | 國際系列賽 | 混合雙打 | Bradley Pilgrim   | 準決賽 |
| 2019年 | 加勒比地區羽毛球聯合會國際賽 | 國際系列賽 | 女子雙打 | 塔米萨·威廉姆斯   | 冠軍   |
| 2019年 | 蘇利南羽毛球國際賽           | 國際系列賽 | 女子單打 | －                | 準決賽 |
| 2019年 | 蘇利南羽毛球國際賽           | 國際系列賽 | 女子雙打 | Sabrina Scott     | 亞軍   |
| 2019年 | 蘇利南羽毛球國際賽           | 國際系列賽 | 混合雙打 | Gavin Robinson    | 亞軍   |
| 2023年 | 千里達及托巴哥羽毛球國際賽   | 國際系列賽 | 女子雙打 | Priyanna Ramdhani | 亞軍   |

| 2007-2017年 | 首要超級賽 | 超級賽 | 黃金大獎賽 | 大獎賽 | 國際挑戰賽 | 國際系列賽 | 未來系列賽 | 其他 |

| 2018-2026年 | 總決賽 | 超級1000賽 | 超級750賽 | 超級500賽 | 超級300賽 | 超級100賽 | 國際挑戰賽 | 國際系列賽 | 未來系列賽 | 其他 |